# نیک (سربیشه)
نیک یک روستا در ایران است که در بخش مرکزی شهرستان سربیشه واقع شده‌است. نیک ۲۰۱ نفر جمعیت دارد.